# Ambrosia helenae
Ambrosia helenae là một loài thực vật có hoa trong họ Cúc. Loài này được Rouleau mô tả khoa học đầu tiên năm 1944.